# 鳥取県道48号阿毘縁菅沢線
鳥取県道48号阿毘縁菅沢線（とっとりけんどう48ごう あびれすげざわせん）は、鳥取県日野郡日南町を通る県道（主要地方道）である。

## 概要

### 路線データ
- 起点：鳥取県日野郡日南町下阿毘縁（島根県道・鳥取県道9号安来伯太日南線交点、鳥取県道・島根県道108号印賀奥出雲線上）
- 終点：鳥取県日野郡日南町菅沢（国道180号交点、鳥取県道・島根県道105号本山伯太線起点）
- 総延長：12.0 km

## 歴史
- 1993年（平成5年）5月11日 - 建設省から、県道阿毘縁菅沢線が阿毘縁菅沢線として主要地方道に指定される[1]。

## 路線状況
日野郡日南町下阿毘縁（起点） - 日野郡日南町折渡間が鳥取県道・島根県道108号印賀奥出雲線、日野郡日南町折渡 - 日野郡日南町印賀間が鳥取県道・島根県道106号多里伯太線・鳥取県道・島根県道108号印賀奥出雲線、日野郡日南町印賀 - 日野郡日南町菅沢（終点）間が鳥取県道・島根県道105号本山伯太線と重用する経路となり、単独区間が存在しない。

### 重複区間
- 鳥取県道・島根県道108号印賀奥出雲線（日野郡日南町下阿毘縁 - 日野郡日南町印賀）
- 鳥取県道・島根県道106号多里伯太線（日野郡日南町折渡 - 日野郡日南町印賀）
- 鳥取県道・島根県道105号本山伯太線（日野郡日南町印賀 - 日野郡日南町菅沢）

## 地理

### 通過する自治体
- 日野郡日南町

### 交差する道路
| 交差する道路 | 交差する場所           | 交差する場所 |
| --- | ---------------------- | ------------ |
| 島根県道・鳥取県道9号安来伯太日南線 鳥取県道・島根県道108号印賀奥出雲線 重複区間起点                                                           | 下阿毘縁（しもあびれ） | 起点         |
| 鳥取県道・島根県道106号多里伯太線 重複区間起点                                                                                                 | 折渡                   |              |
| 鳥取県道・島根県道105号本山伯太線 重複区間起点 鳥取県道・島根県道106号多里伯太線 重複区間終点 鳥取県道・島根県道108号印賀奥出雲線 重複区間終点 | 印賀                   |              |
| 国道180号 鳥取県道・島根県道105号本山伯太線 重複区間終点                                                                                       | 菅沢                   | 終点         |